# České Křižánky

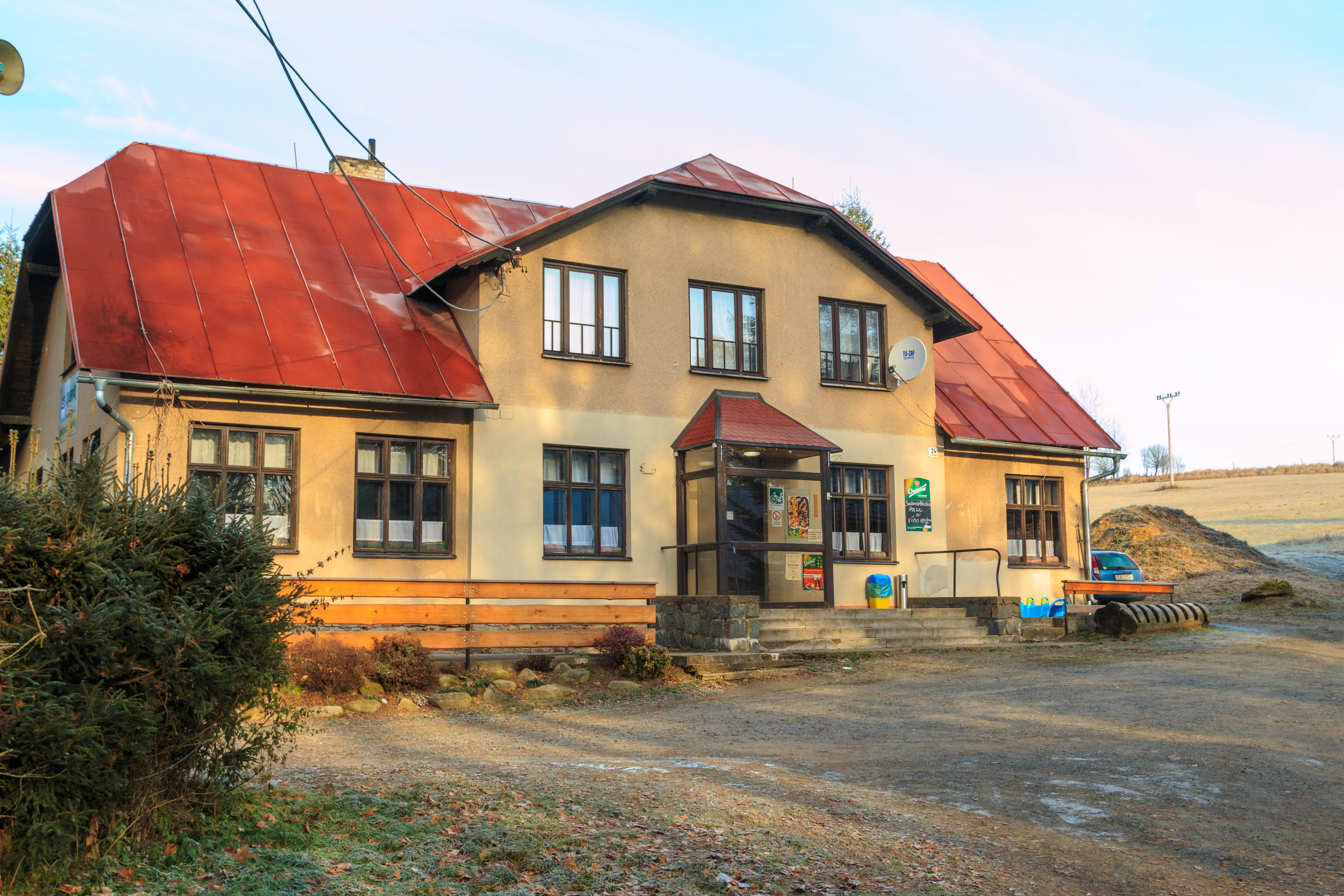
Gasthaus "Za řekou"

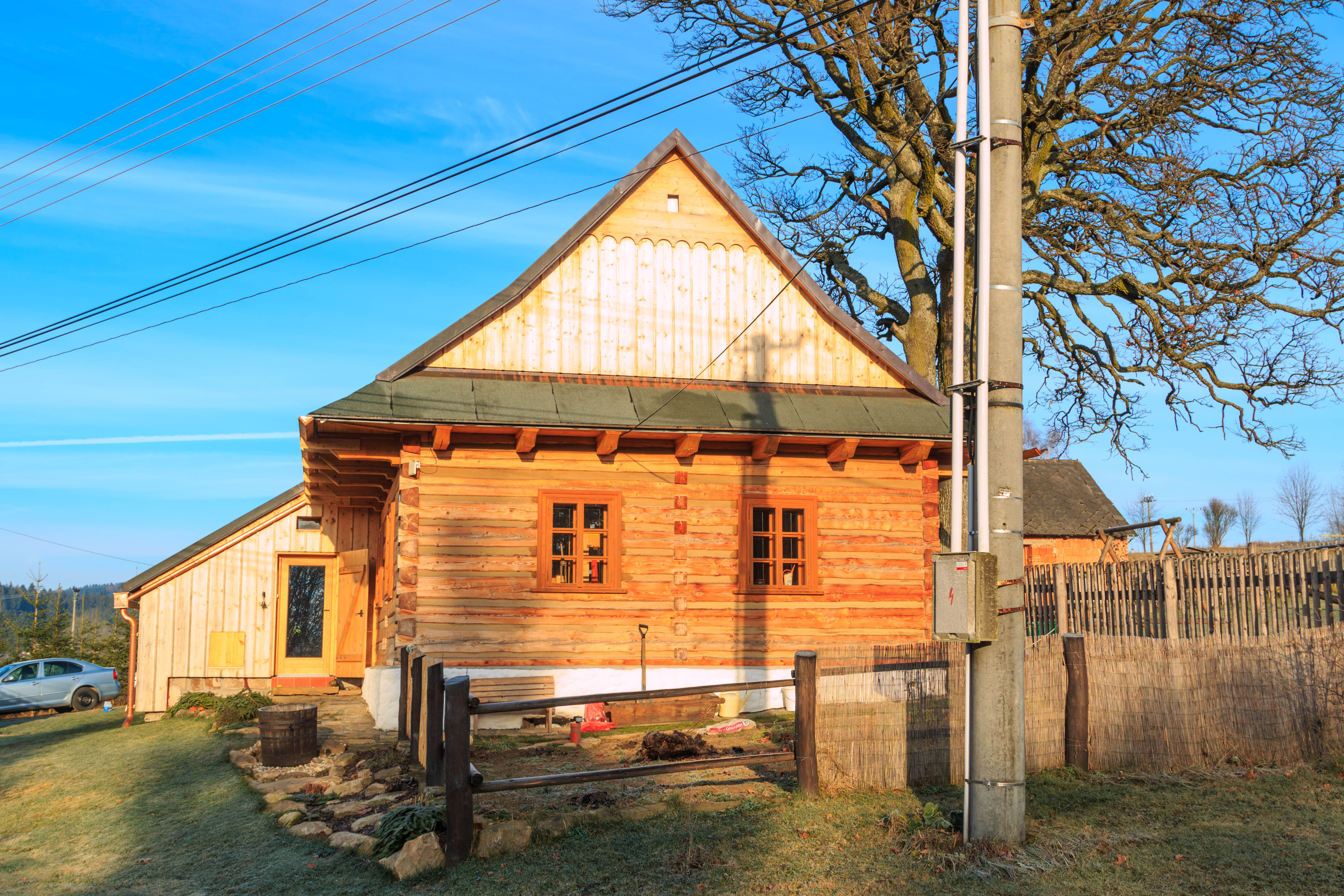
Chaluppe Nr. 1

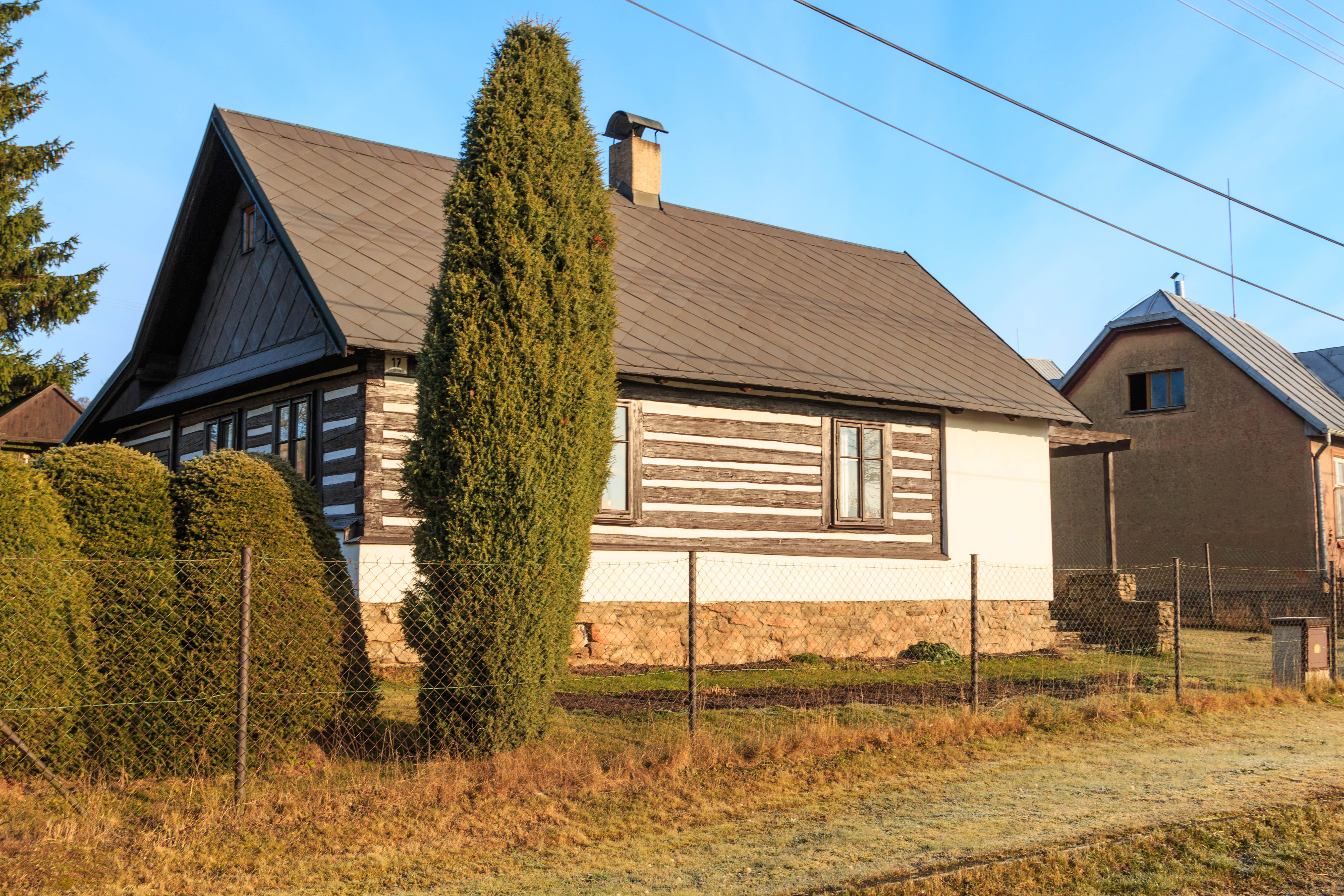
Chaluppe Nr. 17

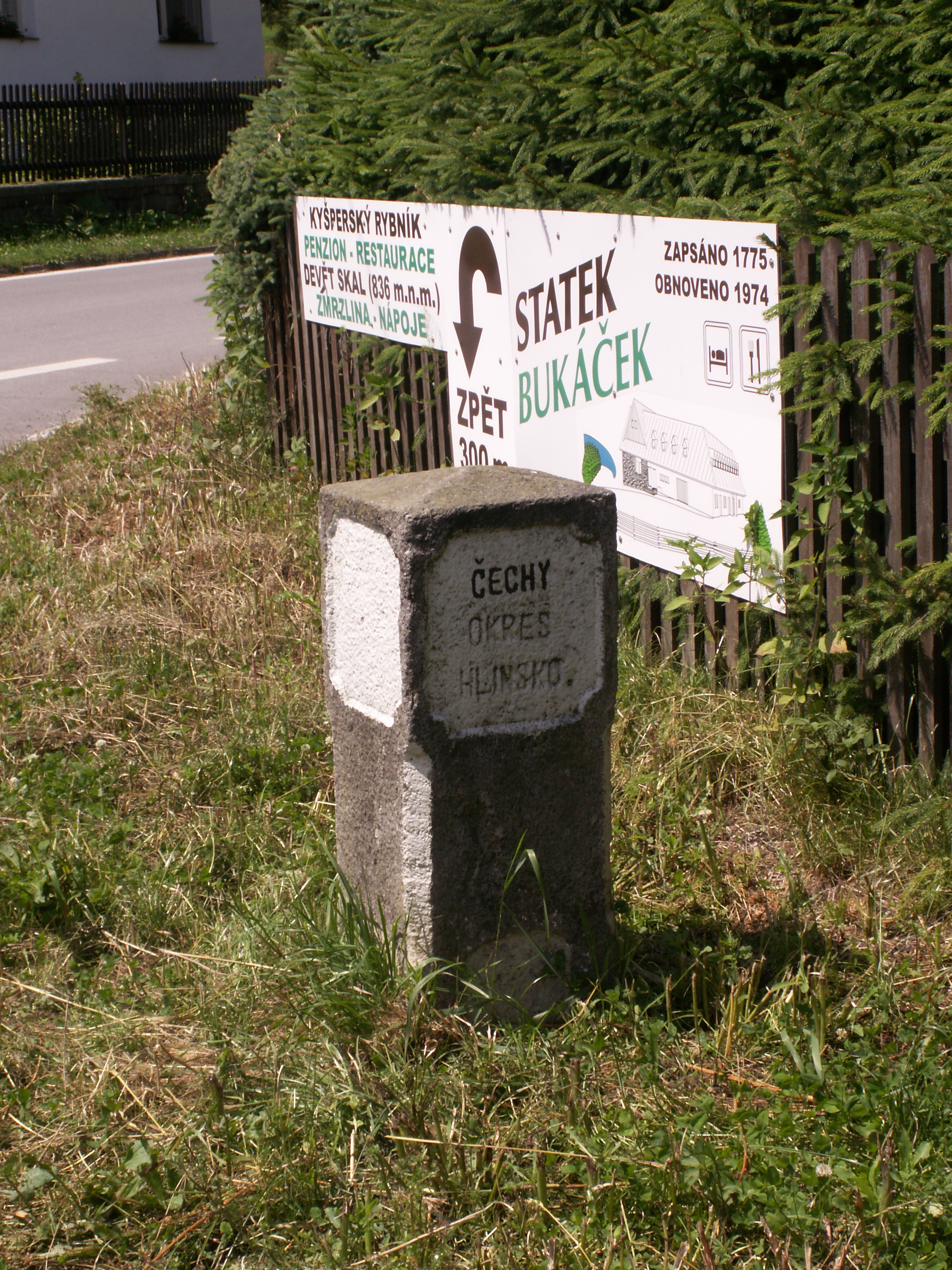
Grenzstein zwischen Böhmen und Mähren

České Křižánky (deutsch Böhmisch Krischanek) ist ein Ortsteil der Gemeinde Křižánky in Tschechien. Er liegt 15 Kilometer nördlich von Nové Město na Moravě und gehört zum Okres Žďár nad Sázavou.

## Geographie
Die Streusiedlung České Křižánky befindet sich linksseitig der Svratka und an den Hängen des Český kopec (711 m n.m.) im Zentrum der Saarer Berge. Das Dorf liegt zusammen mit Moravské Křižánky auf einer großen Rodungsinsel inmitten ausgedehnter Waldgebiete. Nördlich erheben sich der Karlštejn (783 m n.m) und Zkamenělý zámek (752 m n.m.), im Nordosten der Český kopec (711 m n.m.) und Bubnovaný kopec (780 m n.m.), östlich die Milovské perníčky (757 m n.m.) und Čtyřpaličaté skály (732 m n.m.), im Südosten die Horka (615 m n.m.) und der Vysoký kopec (806 m n.m.), südlich die Drátenická skála (775 m n.m.), Malinská skála (811 m n.m.) und Suchý kopec (815 m n.m.), im Südwesten der Sochův kout (676 m n.m.) und die Devět skal (836 m n.m.), westlich die Na Borovině (674 m n.m.) sowie nordwestlich der U Osla (709 m n.m.).
Nachbarorte sind Česká Cikánka, Karlštejn, Ruda und Bukovina im Norden, Damašek und Pustá Rybná im Nordosten, Březiny im Osten, České Milovy im Südosten, Milovy im Süden, Moravské Křižánky im Südwesten, Cikanecká im Westen sowie Moravská Svratka und Moravská Cikánka im Nordwesten.

## Geschichte
Die erste schriftliche Erwähnung der an der Grenze von Böhmen zu Mähren gelegenen Siedlung Křižánky erfolgte 1392 in der Landtafel als eines der 58 Dörfer der Herrschaft Richenburg, der Ort gehörte zur Rychta Svratka. Später wurde auch auf der mährischen Seite des Grenzbaches Svratka eine gleichnamige Siedlung angelegt. Während der Hussitenkriege verödete das Dorf und lag danach etwa zur Hälfte wüst. Die im 17. Jahrhundert gegründete Glashütte führte zu einer Vergrößerung des Dorfes. Nach der Stilllegung der Glashütte wurde in Křižánky ein Eisenhammer errichtet, der bis in die zweite Hälfte des 18. Jahrhunderts in Betrieb war.
Im Jahre 1835 bestand das im Süden des Chrudimer Kreises an der mährischen Grenze gelegene Dominikaldorf Křižanek bzw. Křižanky aus 41 Häusern, in denen 253 Personen lebten. Im Ort gab es zwei Mühlen und eine Brettsäge. Haupterwerbsquellen bildeten  der Flachsanbau sowie die Spinnerei und Weberei. Katholischer  Pfarrort war Swratka, die Helvetianer waren nach Swratauch gepfarrt. Bis zur Mitte des 19. Jahrhunderts blieb Křižanek immer der Allodialherrschaft Richenburg untertänig.
Nach der Aufhebung der Patrimonialherrschaften bildete Křižánky ab 1850 eine Gemeinde im Gerichtsbezirk Hlinsko. Ab 1868 gehörte die Gemeinde zum Bezirk Chrudim. In dieser Zeit wurde die Feilenhauerei zu einer der Haupterwerbsquellen. 1921 erhielt die Gemeinde den neuen Namen České Křižánky. Im 20. Jahrhundert entwickelte sich das Dorf zu einem Erholungsort.
1950 wurde die Gemeinde dem Okres Polička zugeordnet. Im Zuge der Gemeindegebietsreform von 1960 erfolgte der Zusammenschluss der Gemeinden České Křižánky und Moravské Křižánky zu einer Gemeinde Křižánky im Okres Žďár nad Sázavou. Zwischen 1980 und 1990 war Křižánky nach Sázava eingemeindet. Nach der Samtenen Revolution entstanden die Gemeinden České Křižánky und Moravské Křižánky wieder. 1999 fusionierten die Gemeinden České Milovy und České Křižánky zu einer Gemeinde České Křižánky. Im Jahre 2002 erfolgte der erneute Zusammenschluss von České Křižánky (mit České Milovy) und Moravské Křižánky zur Gemeinde Křižánky.

## Gemeindegliederung
Der Ortsteil České Křižánky bildet einen Katastralbezirk.

## Sehenswürdigkeiten
- Gezimmerte Chaluppen
- Naturdenkmal Milovské perničky